# Governo Gething
Il governo Gething è stato il governo laburista formato in Galles in seguito alla nomina di Vaughan Gething a Primo Ministro il 20 marzo 2024.

## Situazione Parlamentare
| Camera             | Collocazione | Partiti                                          | Seggi   |
| ------------------ | ------------ | ------------------------------------------------ | ------- |
| Parlamento gallese | Maggioranza  | Laburisti (30)                                   | 30 / 60 |
| Parlamento gallese | Opposizione  | Conservatori (16), Plaid Cymru (13), Lib-Dem (1) | 30 / 60 |

## Composizione
Partito Laburista Gallese
| Carica                                | Titolare | Titolare | Titolare           | Partito   |
| ------------------------------------- | -------- | -------- | ------------------ | --------- |
| Primo Ministro                        |          |          | Vaughan Gething    | Laburista |
| Trefnydd (Leader della Camera)        |          |          | Jane Hutt          | Laburista |
| Finanze e costituzione                |          |          | Rebecca Evans      | Laburista |
| Salute e servizi sociali              |          |          | Eluned Morgan      | Laburista |
| Edilizia abitativa ed enti locali     |          |          | Julie James        | Laburista |
| Economia, energia e lingua Gallese    |          |          | Jeremy Miles       | Laburista |
| Trasporti e Galles del Nord           |          |          | Ken Skates         | Laburista |
| Affari rurali e cambiamenti climatici |          |          | Huw Irranca-Davies | Laburista |
| Cultura e giustizia sociale           |          |          | Lesley Griffiths   | Laburista |
| Istruzione                            |          |          | Lynne Neagle       | Laburista |
| Consigliere generale per il Galles    |          |          | Mick Antoniw       | Laburista |